# 十里 (河内町)
十里（じゅうり）は茨城県稲敷郡河内町の大字。郵便番号は300-1315。

## 地理
北は長竿、東は下町歩、南は千葉県栄町矢口、西は布鎌、源清田に隣接している。

## 小字
小字は以下の通り。
- 北割（きたわり）
- 砂宿（すなじゆく）

## 歴史
江戸期は兵部新田（ひょうぶしんでん）であり、常陸国河内郡のうち。幕末期は旗本木原氏の知行。村高は「旧高薄」99石余。寛文年間から元禄年間に干拓された。利根川河岸に十里渡しがあり、対岸の矢口と結んだ。鎮守は鹿島神社。明治8年茨城県、同11年河内郡に所属。明治22年長竿村の大字となる。

### 年表
- 1875年（明治8年） - 茨城県に所属。
- 1878年（明治11年） - 河内郡に所属。
- 1889年（明治22年）4月1日 - 河内郡長竿村大字兵部新田になる。
  - 町村制施行し長竿村、庄布川村、兵部新田、下町歩が合併し茨城県茨城県長竿村が発足
- 1896年（明治29年）4月1日 - 稲敷郡長竿村大字兵部新田が発足。
  - 河内郡の大部分・信太郡の大部分が合併し稲敷郡が発足。
- 1934年（昭和9年） - 長竿村大字十里になる[5]
  - 兵部新田が改称し、長竿村大字十里となる。
- 1955年（昭和30年）5月3日 - 河内村十里になる。
  - 長竿村・源清田村・生板村が合併し河内村が発足。
- 1996年（平成8年）6月1日 - 河内町大字十里になる。
  - 河内村が町制施行し河内町になる。

## 小・中学校の学区
町立小・中学校に通う場合、河内町立かわち学園に通うこととなる。

## 世帯数と人口
2015年（平成27年）10月1日現在の世帯数と人口は以下の通りである。
| 大字 | 世帯数 | 人口 |
| ---- | ------ | ---- |
| 十里 | 34世帯 | 92人 |

## 施設
- 十里神社
- 十里集会所

## 交通

### 道路
- 主要地方道
  - 茨城県道11号取手東線